# ウィリアム2世 (イングランド王)
ウィリアム2世（William II、1060年頃 - 1100年8月2日）は、ノルマン朝イングランドの第2代国王（在位：1087年 - 1100年）。フランス名はギヨーム2世（Guillaume II）。ウィリアム征服王とマティルダ（フランドル伯ボードゥアン5世の娘）の三男で、ロベール2世の弟、ヘンリー1世の兄。鬚が赤毛であったことから「赤顔王（あかがおおう、William Rufus）」と呼ばれる（赤ら顔に由来するという説もある）。

## 概要
父の信頼が厚かった高僧ランフランク（1070年にカンタベリー大司教に就任）の教育を受けて育ったルーファスは、1087年、父がノルマンディーで危篤状態に陥ると、イングランド王位を狙っていた兄ロベールに先んじて、父の死を見届けることもなく9月26日、ウェストミンスター寺院で戴冠（ロベールはノルマンディー公となった）、兄ロベール派の貴族を抑えてイングランド王の地位を確立した。
スコットランド王マルカム3世が北部イングランドに侵攻すると逆に討ち取り、1094年にマルカム3世の息子ダンカン2世を支持してドナルド3世（マルカム3世の弟）を廃位させ、同年にダンカン2世が暗殺されてドナルド3世が復位すると1097年にダンカン2世の異母弟エドガーに援助を与えてドナルド3世を廃位、スコットランドを従属させた。
しかし、父程の器量を持ち合わせていなかったウィリアム2世は、即位2年後に後見役のランフランクが亡くなると放蕩・乱脈の限りを尽くすようになった。また、ランフランク死後13年たって任命したカンタベリー大司教のイタリア人アンセルムスの解任をめぐって、教会領を没収しローマ教皇ウルバヌス2世と対立した。
1100年、ニューフォレストで狩猟中に部下の放った矢が当たり、あっけなく死去した。独身で子が無かったため、王位は弟のヘンリー1世が継承した。ちなみに、彼は男色家であったと長きにわたって考えられている。

## 若年期
ウィリアム2世の誕生年月は詳しく分かっていないが、1056年〜1060年の間に生まれたと考えられている。彼はウィリアム征服王・マティルダ王妃の三男として生まれ、兄にはロベール短袴公 ( のちのノルマンディー公)・リシャールが、弟にはヘンリー1世 (のちのイングランド王)がいた。リシャールは1075年ごろに狩りの最中事故死しため、1087年に征服王が崩御すると、ウィリアムはイングランド王位を継承し、ロベールはノルマンディー公を継承した。
ウィリアム2世には5人か6人の姉妹がいた。アデライザ・マティルダの2人は存在が確定されていないが、残る4人の姉妹は確かな存在が証明されている。
- アデル・ド・ノルマンディー
  - ブロワ伯エティエンヌ2世と結婚。
- セシル・ド・ノルマンディー
  - 尼僧となった。
- アガサ・ド・ノルマンディー（wikidata）
  - カスティーリャ王アルフォンソ6世と婚約していたものの、結婚前に亡くなった。
- コンスタンス・ド・ノルマンディー
  - ブルターニュ公アラン4世と結婚[7]。

当時の記録によると、早死したリシャールを除く3人の兄弟の関係は張り詰めていたと伝わっている。ウィリアム2世と同年代の年代記編者オルデリク・ヴィタリスの文献には1077年-78年にノルマンディー・レーグルで発生したいざこざについての記載が残されている。ある日、サイコロ遊びに飽きたウィリアムとヘンリーは、兄ロベールに対してイタズラを仕掛けた。その悪戯というのは、上階から尿壺をひっくり返し、階下のロベールに上から内容物をぶちまけるというものだった。辱めを受けたロベールは立腹し、彼ら兄弟は乱闘を繰り広げた。この乱闘はなかなかに激しいものであったため父親のウィリアム征服王が仲裁に入らなければならない程であったという。
歴史家マームズベリのウィリアムは12世紀に記した彼の歴史書の中でウィリアム赤顔王について以下のように言及している。
『彼はがっしりとした体つきをしていた。顔は明るく赤みを帯び、髪の毛は黄色で、爽やかな顔つきをしており、目の色は左右で異なってある種の煌めく斑点があり、驚くべきほどの体力を有していた。身長はそこまで高いという訳ではないが、お腹はかなり出ていた。』

## イングランドとフランス

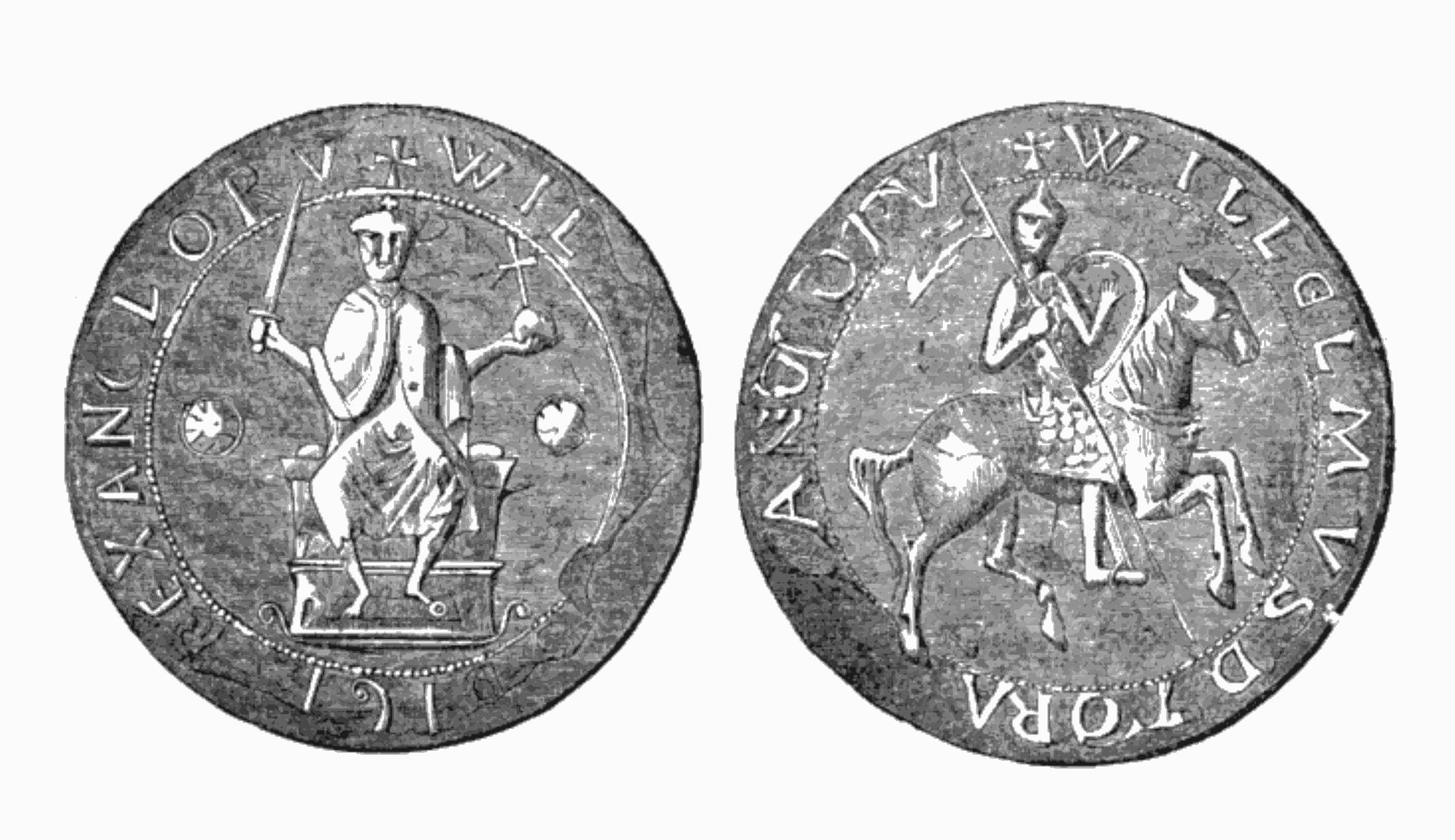
ウィリアム2世の大印章

ウィリアム征服王は自身の2人の息子にノルマンディー公国・イングランド王国を分割して相続させたが、この分割相続によりノルマンディー・イングランド双方に領土を持つ貴族達はジレンマを抱えることとなった。ウィリアム2世とロベール短袴公との仲は険悪であったので両者に媚び諂うのは危険極まりなく、下手を打てば片方の君主から、最悪の場合は両方の君主から寵愛を失うというリスクを抱えるハメに陥ったのだった。そんな諸侯たちは、この危うい状態を打破する唯一の方法はイングランドとノルマンディーを再び1人の君主のもとに再統合することだと認識し、1088年、ウィリアム征服王の異父兄弟で当時の有力者であったオド・ド・バイユーの指揮のもとで、彼らはロベール短袴公に与してウィリアム赤顔王に対する反乱を決行した。しかしロベール短袴公はノルマンディー公国からイングランド王国へ攻め入り反乱軍を集結させる機会を逃し、結局反乱は失敗に終わった。ウィリアム王は諸侯に銀を配布し今後の善政を約束することで彼らを味方につけ、反乱軍を鎮圧した上に国王としての威厳も回復させることに成功した。1091年にはノルマンディー公国に攻め入り、ロベール短袴公の軍勢を撃破して、ロベール公に一部の領土を割譲させた。その後2人の兄弟は和解し、ウィリアムはメーヌ地方をはじめとするフランス王国に奪われていたロベール公の旧領奪還の支援を約束した。この約定は結局破棄されたものの、ウィリアムはその後も生涯を通じて、フランスにおける領地や権益の防衛に勤しんだ。彼はこの際、怒涛の勢いで各地を戦いまわっていたとされ、1099年にメーヌ伯エリー1世がル・マンを征服しようとした際の彼の対応はその一例としてよく挙げられている。
ウィリアム赤顔王は王国統治を安定させた。ノルマンディー公国での場合と同じように、イングランド王国では司教や修道院長は封建的責務を通じて王と強く結びつき、ノルマンディーの伝統に基づく国王による叙任行為は当然の行為として認められていた。当時のヨーロッパでは叙任権闘争が繰り広げられており、神聖ローマ皇帝ハインリヒ4世は闘争の末に一時破門宣告を受けたほどであったが、イングランドでは大して問題視されなかったのだ。また当時の国王の個人的権力は大法官庁を通じて地方レベルにまで浸透していたといい、これは当時のフランス地方では類を見ない構造となっていた。国王の統治と法律により王国は統合され、教皇の非難を比較的受けにくくなった。そして1097年には 「王国の威厳と権威を諸侯に示し付けるため」 にウエストミンスター宮殿を建造した。

## 信仰

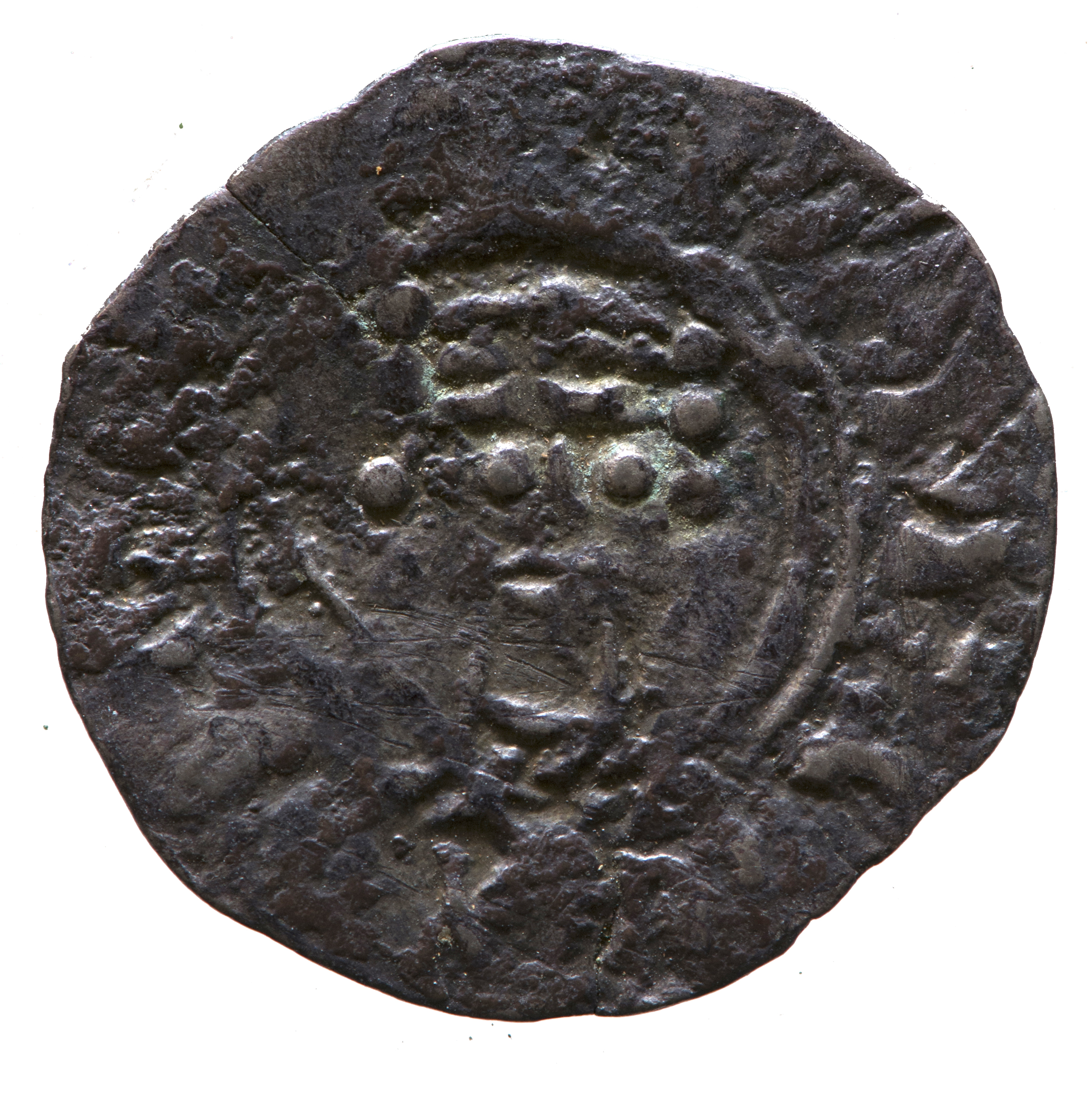
王冠を被ったウィリアム赤顔王が描かれた銀貨(1089年)
ヨークシャー博物館展示

1089年、ウィリアム王がイングランド王に即位してからまだ2年と経たない頃、父の顧問であり親友でもあったイタリア・ノルマン系聖職者のカンタベリー大司教ランフランクスが亡くなった。ランフランクス大司教の死後、ウィリアム王は新たなカンタベリー大司教の任命を数年に渡り実施せず、司教座の収益を国庫として横領していた。1093年、ウィリアム王は酷い病気に羅漢し精神状態が悪化し、ノルマン系イタリア人聖職者のアンセルムスをカンタベリー大司教に任命した。アンセルムスは、当時最も偉大な聖職者として知られていたという。しかしこの任命により教会と王国との対立を生むこととなった。アンセルムスはランフランクスに比べ、グレゴリウス改革を強く支援する聖職者の1人であったからだ。ウィリアム王とアンセルムスは教会関係の多くの事項において対立し、ウィリアム王はアンセルムス大司教について以下のように述べたという。
『Yesterday I hated him with great hatred, today I hate him with yet greater hatred and he can be certain that tomorrow and thereafter I shall hate him continually with ever fiercer and more bitter hatred .』
他のイングランド人聖職者は、ウィリアム王に対してこれまでの自分たちの立場の昇進や生活において恩義を感じていたため、アンセルムスを公然と擁護することができなかった。1095年、ウィリアム王はロッキングハムで議会を開催し、アンセルムスを王権のもとに従属させようと試みた。しかしアンセルムスは最後まで自身の立場を崩さず王と対立し続けた。1097年10月、ついにアンセルムスは亡命し、教皇の支援を得るためローマへ向かった。当時のローマ教皇ウルバヌス2世は外交的に優れた教皇であり、ちょうどこの頃、対立教皇クレメンス3世を支援する神聖ローマ皇帝ハインリヒ4世と叙任権をめぐり争っていた。そんなウルバヌス2世は新たな敵を作るのを躊躇い、ウィリアム王とコンコルダートを締結したとされる。この協約をもとに、ウィリアム王はウルバヌス2世を正式な教皇であると認め、またウルバヌス自身もウィリアム王のイングランド王国における教会政策を承認したのだった。その後もウィリアム王は、アンセルムス不在の中、彼の治世中カンタベリー大司教座からの歳入を国庫に編入し続けたという。
この紛争はウィリアム王による失政とは見做されておらず、その後しばしば発生する国王と教会との対立事件の兆候のひとつとみなされている 。( 主な対立事件として、ヘンリー2世の治世におけるトマス・ベケット暗殺事件や、ヘンリー8世の治世におけるイングランド国教会設立などが挙げられる。)もちろん、聖職者たちは自らこのような政治的問題に介入することはなかった。文献によると、先のランフランクス大司教がウィリアム征服王に対して、彼に対する反乱に参加したオド司教を処罰するよう提案した際、ウィリアム征服王は『なんだと？！彼は聖職者だぞ！』と声を荒げ、それに対しランフランクスは『殿下はオド司教を処罰するのではありません。ケント伯を処罰するのです。』と返答したと伝わっている。( オドはバイユー司教のみならず、ケント伯の爵位も有していた。)
上述の政策によりウィリアム王は当代の人々から不平不満を論われているものの、彼はバーモンドジー修道院の創設に尽力して荘園を寄進すらしているという記録も残っていることから、このような記録はウィリアム王の個人的信条を示す証拠として妥当なものであるとみなされている。

## 戦役と反乱
1086年に父親ウィリアム1世によって編纂された土地台帳ドゥームズデイ・ブックに記載されているアングロ・ノルマン人の入植地を継承した。このドゥームズデイ・ブックは主に徴税体制を整えるためにウィリアム1世の指導のもとで編纂された台帳であり、イングランド統治の模範例とされている。そしてウィリアム赤顔王は非常に強引にノルマン諸侯らの領地を併合していった。1095年には、ウィリアム王が開催した王の御前会議への出席を拒んだノーサンブリア伯ロベール・ド・モンブレーを討伐し、領土と爵位を剥奪し収監した。またウィリアム王に対する謀反の疑いをもたれていたウー伯ギヨーム2世に対しても、失明させた上に去勢を施すという厳罰を施したとされる。
対外関係においては、ウィリアム王の政策は成功をおさめた。1091年には、イングランド王国に攻め寄せるスコットランド王マルカム3世を迎え撃ち、イングランド王に対し従属するよう強制した。1092年にはカーライル城を建築し、カンバーランド地方やウェストモーランド地方を支配下に置いた。その後、両王はマルコム王がイングランド王国内に有する領地の処断を巡り口論し、マルコム王は再びイングランド王国に侵攻しノーサンブリアを略奪した。しかし1093年11月13日、アニックの戦いでマルコム3世率いるスコットランド軍はノルマン軍の奇襲を受けて大敗し、マルコム王と息子のエドワード王子は戦死した。そしてマルコム王の兄弟であるドナルド3世がスコットランド王位に即位した。ウィリアム王はマルコム王の息子ダンカン2世を支援しスコットランド王に就任させた。しかしダンカン2世のイングランド王国への臣従政策はスコットランド諸侯の反発を受け、即位後すぐにダンカン王は暗殺された。ウィリアム王はその後、マルコム王の息子エドガーを支援した。エドガーは、1094年、エドガー・アシリング( ウェセックス家最後の男子王族。当時はノルマン朝に仕えていた。) 率いるイングランド援軍の軍事力をもってロージアン地方を占領し、1097年にはドナルド3世を追放してスコットランド王に即位した。エドガー王はロージアン地方におけるウィリアム王の宗主権を認め、イングランド王宮にも出仕するようになったという。
ウィリアム王は1097年には2度ウェールズにも侵攻したという。これらの侵攻では決定的な結果は得られなかったものの、ウェールズ近郊の辺境地方に一連の防衛設備を整えて多くの城を建設した。
1096年、ウィリアム王の兄のロベール短袴公が第1回十字軍に参加した。多額の遠征費用を必要としたロベール公は、ノルマンディー公国を担保にした上でウィリアム王から10,000マルクもの資金を借りた。この10,000マルクとは、イングランド王国の3ヶ月分の歳入とほぼ同額であったといい、ウィリアム王は新たに重税を課してこれらの資金を徴収したという。そしてウィリアム王は、ノルマンディーを留守にしたロベール公の摂政という形で公国を統治した。ロベールは1100年9月にノルマンディーに帰国したが、同年8月にはウィリアム王は亡くなっていた。
ノルマンディー公国の摂政として公国を統治していたウィリアム王は、1097年から1099年にかけてフランスに遠征を行った。彼はメーヌ地方北部の征服には成功したものの、フランク人が統治するヴェクサン地方の征服には失敗した。当時の歴史家マームズベリのウィリアムによると、ウィリアム王は死ぬ直前、アキテーヌ公国への遠征を計画していたとされる。

## 死

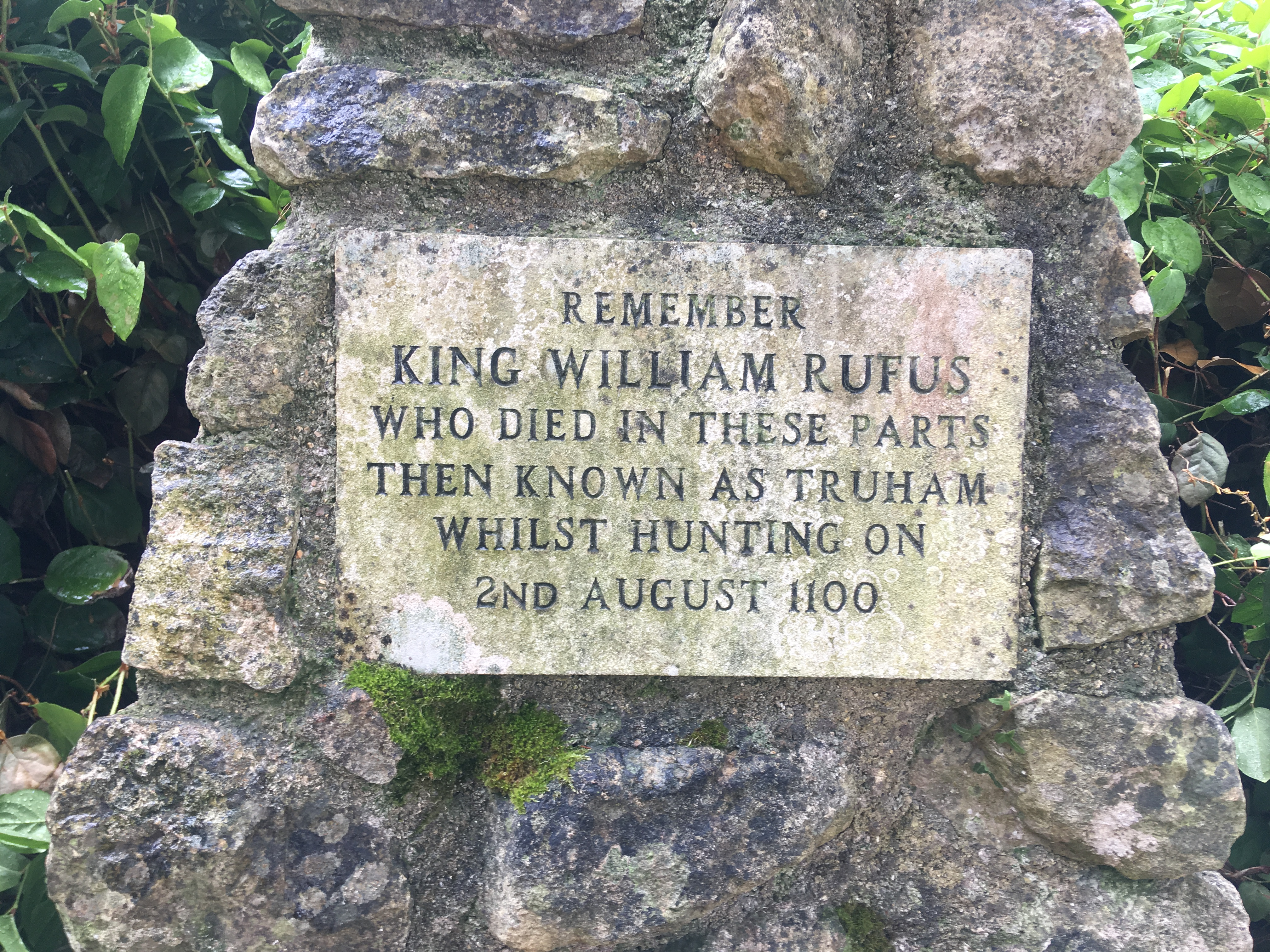
ボーリュー修道院に建てられているウィリアム2世の没地を示す石碑

1100年8月2日、ブロックンハースト・ニュー・フォレストで狩を行い、その際に矢を射られて亡くなった。ただし当時の状況はよく分かっていない。ウィリアム王の死について最も初期に記した文献はアングロ・サクソン年代記である。それにはウィリアム王は自身の従者によって矢を射かけられて亡くなったと記されている。のちにウィリアム王を殺害した貴族はウォルター・タイレルという名の貴族であったと追記されているが、これは後世に誇張されて記された内容である可能性もあり、正確かどうかは不明である。16世紀の好古家・詩人のジョン・リーランドは自身の著作においてウィリアム王が殺害された場所をより詳細に言及し、王は「Thorougham」という場所で殺されたと主張した。この地名は既に使われておらず、ボーリューのパークファーム周辺ではないかと推定されている 。ボーリュー修道院にはウィリアム王の慰霊碑が建てられている。

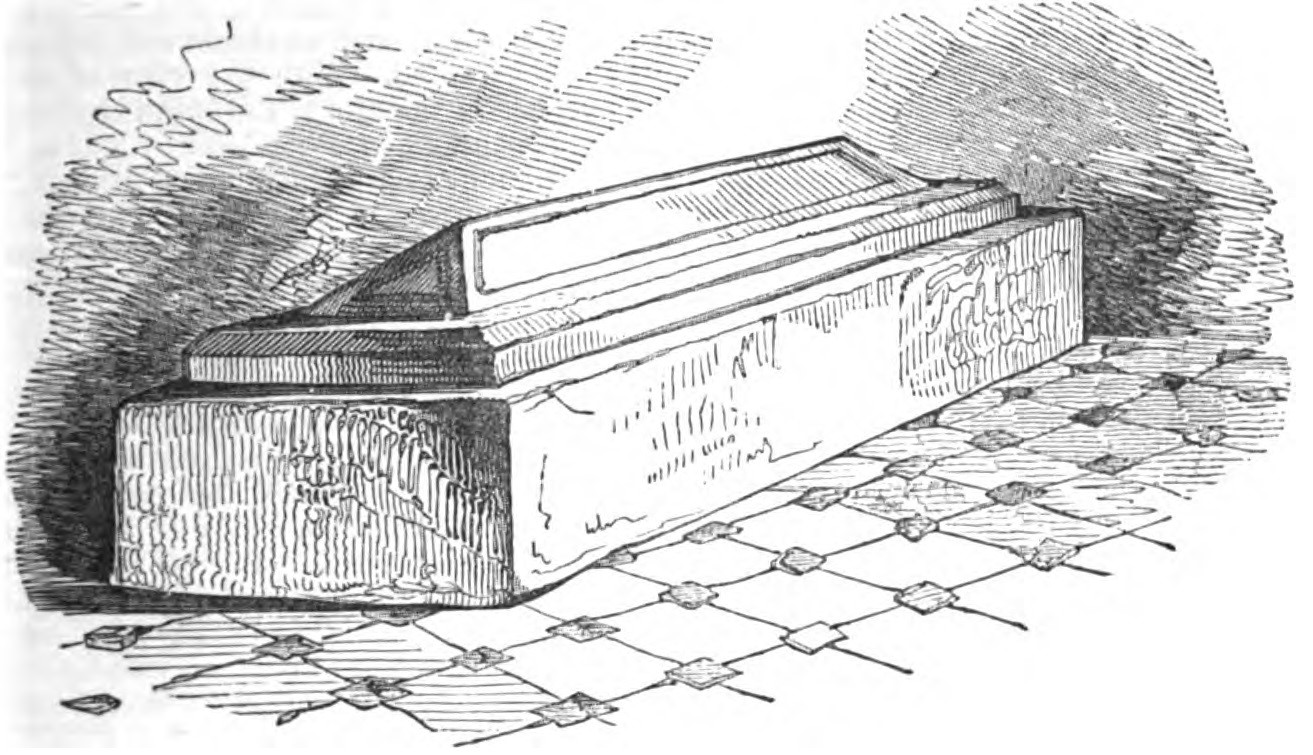
ウィンチェスター大聖堂に祀られているウィリアム赤顔王の墓跡
(Robert Chambers, p.161, 1832年)

王の遺体は王が倒れた場所に放置され続けたという。そしてその後、矢職人のエリ・パラットという者がウィリアム王の遺体を見つけ、数人の臣民らと共にウィンチェスター大聖堂に運び埋葬したと伝わる。ウィリアム王の死を聞きつけた彼の弟ヘンリーはウィンチェスター大聖堂に急行し王の財産を確保した上で、ロンドンに向かった。そしてどの大司教よりも先にロンドンに着き、当地でイングランド王に即位したという。
聖職者でもあった年代記作家にとって、このような「神の御業」は邪悪な王の正当な最期であり、彼らが属する宗教団体と対立した支配者の最期としてふさわしいと考えられていた。その後、何世紀にもわたって、ウィリアムの敵の一人がこの事件に関与したという明白な指摘が繰り返された。当時の年代記編者たちは、ティレルは鋭い弓の使い手として有名であり、そのような衝動的な射撃を行うことはあり得ないと自ら指摘したのである。さらにバートレットは、この時代には兄弟間の対立が政治的な対立の典型例であったと述べている。この日の狩猟隊にはウィリアムの弟ヘンリーもいて、彼の後を継いで王となった。
現代の学者たちはこの問題を再び取り上げ、中にはウィリアム王暗殺説に信憑性や説得力を見出す者もいるが、この説が普遍的に受け入れられているわけではない。バーロウ氏によれば、このような事故は当時よくあることであり、殺人を証明するのに十分な確たる証拠は存在しないという。バートレット氏は、狩猟は危険なものだったと指摘する。プール氏は、事実が「醜く、陰謀を示唆するように見える」と主張する。ジョン・ギリンガム氏は、もしヘンリーがウィリアムの殺害を計画していたのなら、暗殺決行はもう少し遅らせるのが得策だっただろうと指摘する。ウィリアムとその弟ロベールとの間で戦争が起こり、その結果どちらかが排除された後に、ヘンリーが勝者の1人を暗殺することによってイングランドとノルマンディーの両方を手に入れる道が開かれたのではないかという考えに基づく指摘である。ティレルは直ちに逃亡した。そしてヘンリーには兄の死によって誰よりも得をした。実際、ヘンリーの行動は計画的なものにも見える。死んだ兄を完全に無視して、まっすぐウィンチェスターに向かい、国庫を押収し（これは簒奪王がよく行う最初の行動である。）、翌日には自分が王に選出されたのである。
ウィリアムの遺骸はウィンチェスター大聖堂に安置されており、聖歌隊の脇にある司祭席の壁に置かれた王室用遺体安置箱の中にまとめられている。頭蓋骨は失われていると考えられているが、彼の遺骨のうち長い遺骨がまだ残っている可能性がある。

## 当時の評価
ウィリアム王は有能な兵士であったものの、同時に冷酷な統治者でもあったとされ、多くの臣民から忌み嫌われていたとされている。アングロ・サクソン年代記によれば、「 ウィリアム王はほぼ全ての王国民から忌み嫌われ、神からも嫌われていた 」という。ただ、年代記の編者たちは皆聖職関係者であることにも注意されたい。ウィリアム王は治世中、聖職者と酷く対立していたため、一般にウィリアム王について批判的に記述しがちであることが予想されている。ウィリアム王は治世中、ダラム司教ラヌルフ・フランバードを首席大臣に任命しているが、この任命も宗教的任命ではなく、政治的意図を含めた任命であったとされている。またウィリアム王と一般民衆との関係性についても信義性の高い記録は残っていないが、先の年代記編者と同様に、この頃の人々は皆ウィリアム王について批判的な記述を残している。またウィリアム王も、ノルマンの伝統に則って、イングランド人や彼ら独自の文化を蔑ろにしていたという。